# Roger Wicker
Roger Frederick Wicker (Pontotoc, Misisipi, 5 de julio de 1951) es un político estadounidense  afiliado al Partido Republicano. Actualmente representada al estado de Misisipi en el Senado de los Estados Unidos junto con el también republicano Thad Cochran. 

## Carrera
Fue miembro del Senado Estatal de Misisipi desde 1988 hasta 1995. Desde ese año hasta 2007, fue congresista de la Cámara de Representantes de los Estados Unidos por el 1.º distrito congresional de Misisipi.
Wicker llegó al Senado tras la renuncia de Trent Lott. En 2007, el gobernor Haley Barbour lo nombró para que lo reemplazara, y de inmediato Wicker comenzó a hacer campaña. Este ganó las elecciones especiales estatales de 2008 y fue reelegido en los comicios de 2012.
En septiembre de 2023, Roger Wicker sugiere al Senado de Estados Unidos un proceso de consulta de dos rondas sobre la estadidad de Puerto Rico. La primera votación está prevista para el 4 de agosto de 2024, donde los puertorriqueños podrán elegir entre cuatro alternativas: anexión a Estados Unidos, independencia, soberanía en libre asociación y un estado libre asociado a Estados Unidos.